# 沃洛德米里夫卡 (澤萊諾希爾斯凱市鎮)
47°49′11″N 30°5′55″E / 47.81972°N 30.09861°E
沃洛德米里夫卡（羅馬化：Volodymyrivka）是位於烏克蘭西南部敖德萨州波迪利斯克区澤萊諾希爾斯凱市鎮的村莊。該村始建於1796年，面積1.27平方公里，海拔高度187米，2001年人口158，人口密度每平方公里124.12人。